# Recinte emmurallat de Santa Pau
El Recinte emmurallat de Santa Pau és una obra de Santa Pau (Garrotxa) declarada bé cultural d'interès nacional.

## Descripció
La població conserva fragments de murs i portals del segle xiv. Als seus bons temps històrics, Santa Pau, fou una vila tancada dins uns murs i unes fortificacions que envoltaven tot el seu recinte, amb només dues portes: la de Vila Nova i la de Vila Vella. El castell dels barons servia de muralla separant-se des del sud-est del castell i formava un quadrat poc regular amb torres de defensa. Les cases adossades a les primitives muralles obriren balconades i finestrals a través de les defenses.

## Història
La gran tasca constructiva de Santa Pau va començar a principis del segle xiv. La data més antiga de la vila es troba al privilegi que atorgà el baró Ponci, el 1300, als homes i dones -i als seus successors- que anessin a poblar la nova vila i l'escollissin com a lloc de residència, concedint-los gràcies i privilegis com, per exemple, declarant-los lliures de prestar els famosos "Mals usos". La construcció de l'església i de la plaça porticada pertany a una segona onada constructiva propugnada pels barons. Santa Pau va ser declarada vila d'interès històric i artístic pel decret de 1945/1971 el 22 de Juliol.